# Mesquita de l'Imam Alí
La mesquita de l'imam Alí o mausoleu d'Alí (àrab: حرم الإمام علي, Ḥaram al-imām ʿAlī) és un santuari de la ciutat iraquiana de Najaf, on són les restes de l'imam Alí ibn Abi-Tàlib, cosí del profeta Mahoma, primer imam del xiisme i quart califa de l'islam (656–661); és un important lloc de pelegrinatge per als xiïtes. Segons la tradició, també hi són soterrats els profetes Adam i Noé.
Segons Jàfar as-Sàdiq, sisé imam xiïta i important teòleg del segle VIII, el mausoleu d'Alí és el quart dels sis principals llocs sagrats de l'Islam, després de les ciutats santes de La Meca, Medina i Jerusalem, i per davant dels mausoleus de l'Imam al-Hussayn de Karbala i el Santuari de Fàtima Masomeh de Qom.

## Història
La tradició diu que la tomba d'Alí ibn Abi-Tàlib va ser trobada per casualitat pel califa Harun ar-Raixid durant un viatge. El primer monument fou construït a la suposada ubicació de la tomba d'Alí per l'emir buwàyhida Àdud-ad-Dawla (977). Danyat per un incendi, fou reconstruït el 1086 pel soldà seljúcida Màlik-Xah I. El xa safàvida Ismaïl I col·laborar a embellir-la poc després del 1500, i li donà més o menys l'aspecte actual. Característic de l'arquitectura persa, el mausoleu és famós per la cúpula monumental, coberta amb 7.777 briquetes recobertes d'or, les parets cobertes de ceràmica turquesa i el pishtak, flanquejat per dos minarets. Al voltant del santuari hi ha el Cementeri de Wadi-us-Salaam ('vall de la pau'), on descansen milions de persones. Amb 6 quilòmetres quadrats, és un dels cementeris més grans del món.

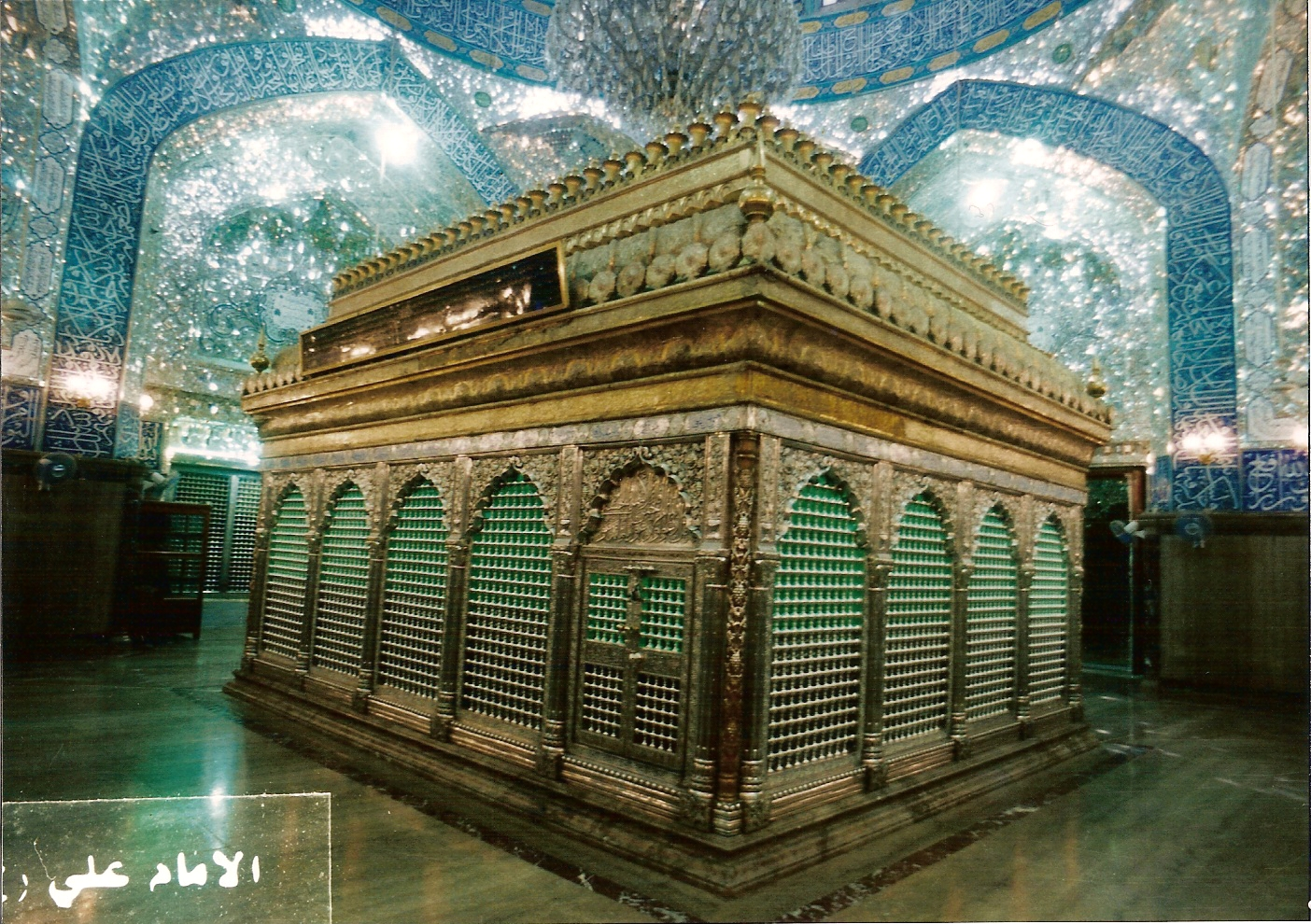
La tomba d'Alí, dins el mausoleu

El mausoleu va resultar danyat en un aldarull ocorregut a la primeria del segle XIX per tribus beduïnes dirigides pel wahhabista Abdul Aziz Ibn Mohammed Ibn Saud. A la fi del segle xx, va patir de nou greus danys durant la Guerra del Golf (1991). Els opositors xiïtes al règim del president Saddam Hussein se'n van refugiar a dins, es van donar ordres a la Guàrdia Republicana d'assaltar el mausoleu, cosa que es va fer a costa de moltes destruccions i pèrdues de vides. Aleshores, el mausoleu va estar tancat durant dos anys, per reparacions.

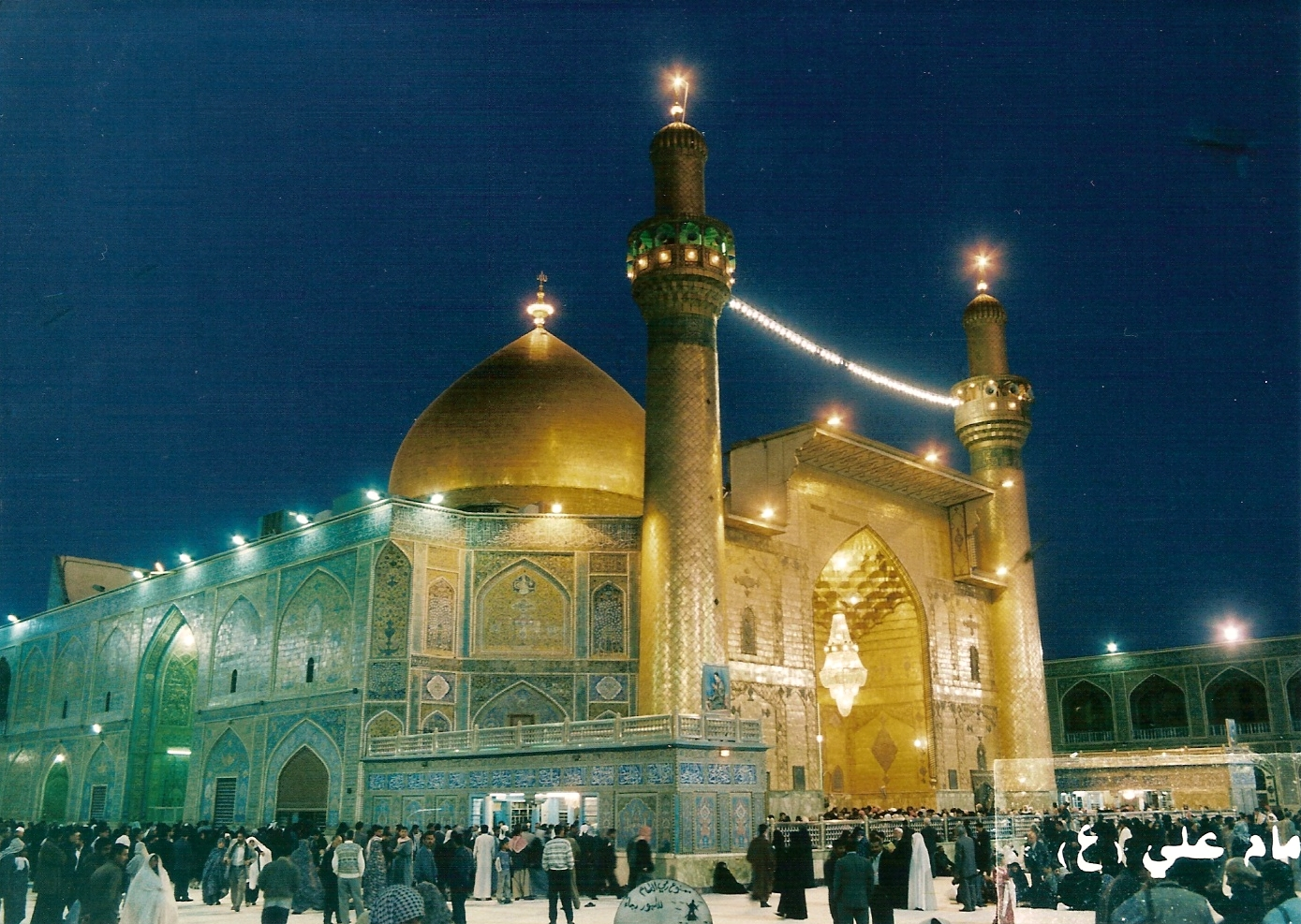
Una multitud de pelegrins s'amuntega al voltant del mausoleu

El santuari va ser objectiu nombroses vegades després de la invasió de l'Iraq (2003). El 10 avril 2003, el clergue xiïta Abdul-Majid al-Khoei (fill del Gran Ayatollah Abu al-Qasim al-Khoei ) és assassinat prop del mausoleu. El 29 août del mateix any, un cotxe bomba va esclatar davant del monument durant les oracions del divendres, provocant la mort de 82 persones, entre elles l'aiatol·là Mohammad Baqir al-Hakim, cap del Consell Islàmic Suprem iraquià.
El 24 de maig del 2004, un morter colpejà el mausoleu i hi causà danys importants. El 5 d'agost del mateix any, dins la tensió entre les diferents comunitats iraquianes, Muqtada al-Sadr i el seu exèrcit del Mahdi es refugiaren al mausoleu, des d'on llançaren atacs contra la policia i les forces de la coalició. Dos anys més tard, el 10 d'agost del 2006, una persona es va fer esclatar a prop del mausoleu, matà 40 persones i ferí greument una cinquantena més.
El lloc és visitat cada any per uns vuit milions de persones: només les ciutats de La Meca, Medina i Karbala acullen més pelegrins musulmans.

## Arquitectura i decoració
La Mesquita de l'Imam Alí és famosa per la seua gran cúpula coberta amb 7.777 lloses de rajola pintades d'or pur. Les façanes estan decorades amb ceràmica de color turquesa.